# 卡萨安 (阿拉斯加州)
卡萨安（英語：Kasaan），是美国阿拉斯加州的一座城市。该市的人口在2000年为39人，2010年有49人。人口在阿拉斯加州排行第145。